# Гребнепалый геккон
Гребнепалый геккон (лат. Crossobamon eversmanni) — вид ящериц из семейства гекконов, распространённый в Средней Азии.

## Внешний вид
Голова и туловище уплощённые. Длина тела взрослых самцов составляет 34,0—52,2 мм, самок — 34—59 мм. Голова крупная. Хвост тонкий, цепкий и не способен к автотомии, имеет длину до 80 мм, отношение длины тела к его длине составляет 0,57—0,82. Ноздря окружена межчелюстным, первым верхнегубным и тремя носовыми щитками. Верхнегубных щитков 10—16, нижнегубных — 9—14. Между центрами глаз 22—37 чешуй. Ушное отверстие овальное, его диаметр составляет 0,27—0,71 диаметра глаза. Горловые чешуи гладкие, по размеру значительно меньше брюшных. Вдоль тела снизу располагается 165—291 чешуйка. У самцов 5—12 анальных пор, отсутствующих у самок. Хвостовые чешуи однородные, располагаются поперечными кольцами, группирующимися в слабо выраженные сегменты, имеют невысокие рёбрышки. Пальцы постепенно сужаются к концам, снизу покрыты одним рядом поперечны расширенных слаборебристых или пильчатых вдоль свободного края подпальцевых пластинок, по бокам которых имеется бахрома из длинных чешуй конической формы. Число подпальцевых пластинок 25—38 (в среднем около 32).
Основной фон верхней стороны тела песчано-розоватый. От ноздри через глаз в ушной области и над передними конечностями проходят коричневые полосы, которые в своей последней трети могут разбиваться на отдельные отметины. На голове и конечностях неясный рисунок из червеобразных чёрных полос. Низ тела белый. У молодых особей конечности и нижняя сторона хвоста светло-лимонные или оранжево-лимонные.

## Ареал и места обитания
Распространён в Туркменистане, Узбекистане, южном Казахстане, южном Таджикистане, в Иране (северо-восток и юг Сеистана), северо-западном Афганистане (на севере Центрального Массива) и в Пакистане (северо-запад Белуджистана). Северная граница ареала проходит от восточного побережья Каспийского моря (пески Актюбе) до низовьев реки Иргиз в Казахстане.
Обитает в пустынях на закреплённых и полузакреплённых песках, а также на лёссовых почвах с достаточно плотной кустарниковой растительностью. Встречается на высоте от 550 до 1463 м над уровнем моря.

## Питание
Питаются насекомыми (в основном жуками, муравьями и гусеницами) и пауками.

## Активность и поведение
Ведёт наземный, ночной образ жизни, дневное время проводит в норах.

## Размножение и развитие
Половой зрелости достигают на следующий год после выхода из яиц. В брачный период активно вокализируют, издавая слабый писк, который можно передать как «ек…ек…ек». Спариваются с середины апреля до начала июня. Во время спаривания самец хватает самку за бок или в области передней конечности и придерживает её хвостом. Яйцекладущий вид. Половозрелая самка может откладывать 2—3 кладки в год, по 1—2 яйца в каждой кладке.

## Таксономия
Гребнепалого геккона выделяют в монотипный род Crossobamon Boettger, 1888. Ранее в этот род включали также восточного гребнепалого геккона (Crossobamon orientalis), однако теперь его относят к роду южноазиатских геккончиков (Bunopus). Видовой эпитет eversmanni дан в честь натуралиста Э. А. Эверсмана.
Выделяют два подвида:
- Crossobamon eversmanni eversmanni (Wiegmann, 1834)
- Crossobamon eversmanni lumsdenii (Boulenger, 1887)